# Рибарски брод
Рибарски брод, пловило намјењено риболову, преради и превозу рибе у морима, језерима и ријекама. Користи се у комерцијалне, спортске и рекреативне сврхе.
Према доступним подацима из 2004. г, евидентисано је четири милиона комерцијалних бродова, од чега 1,3 милиона су бродови са затвореним простором. Скоро су сви механизовани, а 40.000 тих бродова су преко 100 тона носивости. На двије трећине ових бродова, на њиховим палубама, се овавља неки од традиционалних занатских рибарских послова. Број рекреативних рибарских бродова је врло тешко порцијенити. Он варирају и величином и намјеном, а за разлику од комерцијалних рибарских бродова, често нису посвеђени само риболову.
До краја XIX вијека мањи бродови били су углавном на весла и једра. Послије увођења парног погона и механизације у риболову бродови се граде знатно већи и боље опремљени. Око 1919. године пароброди су готово у цијелости потиснули једрењаке у комерцијалном риболову по отвореним морима и океанима. Традиционални рибарски бродови, првобитно прављени од дрвета, имали су веће трошкове у одржавању, као и мању трајност, па су их нове технологије ускоро у потпуности замијениле. Тако се, за мање бродове до 25 m дужине и 100 тона носивости користи фиберглас, а за оне изнад 25 метар дужине и преко 100 тона носивости искључиво челик..

## Историјат
Први рибарски бродови били су сплавови и чамци израђени од дрвета, необрађених дебала, издубљеног дебла, коже и коре дрвета. Најранија пловила била су пронађена још у неолиту прије више од 9000 година. Прављени су углавном од турпаца четинарског дрвећа. Прије 7000 година направљен је брод од трске чији су остаци пронађени у Кувајту. Могли су да плове али нису били погодни за пловидбу на већу удаљеност од обале. Углавном су се користили за лов и риболов. Развој рибарских бродова диктира развој чамаца изграђених за трговину и ратне потребе. Почеле су да се користи животињске коже, па тканине за једра. Разапета уз дрвени стуб - јарбол омогућавала су помоћу вјетра дужа кретања, што је омогућавало лакши и бољи улов.
Пре око 6000 година, Египћани су почели да граде дуге, уске бродове. Направили су памучна једра, пловили су још брже и своје послове обављали са још мање рада. Ускоро су направили и прве прекоокеанске бродове. Већ 3000. п. н. е. Египћани су знали како да саставе даске трупа брода. Најбољи примјер вјештине египатских бродоградитеља јесте потпуно сачуван брод пронађен 1954. г. у подножју Велике пирамиде и Гизи стар 2500 година.
Отприлике у исто вријеме и Скандинавци граде иновативне бродове. Они убрзо знатно унапређују бродоградњу тог времена. Најстарији нордијски брод пронађен је у мочвари у Данској. Храстове је грађе, дуг 23 метра и око 4 метра широк. Био је тежак око 3 тоне и примао око тридесетак људи.
У 15 вијеку, Холанђани развијају технологију за прављење брзих морских бродова луталица у лову на харинге. Користе их до почетка 19 вијека и постају правило за израду готово свих европских рибарских бродова. Посљедњи изграђен овакав брод датује из 1841. г. Био је дуг око 20 метар и носивости између 60 и 100 тона.
Током 17. вијека Велика Британија развија неколико типова рибарских бродова који, углавном, плове по Сјеверном мору. То су углавном тегљачи али и друге врсте рибарских пловила.
У 18. Вијеку Французи развијају бродове са равним дном који су још 1671. године пловили ријеком Сен Лорен по Квебеку у Канади.
У 19 вијеку по енглеским рибарским лукама појављјују се коче, посебна врста рибарских бродова. Ове елегантне дрвене једрилице се брзо шире широм свијета утичући и мијењајући рибарске флоте готово свих европских земаља. Нека од ових старих пловила су сачувана. Кроз исотију, локални и други услови довели су да развоја великог броја врста рибарских бродова.

## Врсте рибарских бродова

### Кочар
Кочар енгл. trawler, рибарски брод који тегли рибарске мреже под дну тако да оловња (доњи руб) струже по дну. Развио се из старих тегљча са бочним точковима, али ускоро су уведени пароброди са вијком опремљени помоћним једром, колутима и мотовилом за увлачење челичних ужади и повлачне мреже, вјешалима за дизање и спуштање ширилица (које држе мрежу раширеном) и товарица за дисање тешке оловње. Брод има ниско навође ради лакшег вађења мреже са рибом преко ободнице. Модерни кочари су дизел-мотони бродови или бродови са плинским турбинама. Опремљени су радарима, сонарима и сондама и свим најсавременијим средствима комуникације. Дуги су 45 – 75 m, са моторима од 700-1500 КС, а крећу се брзинама од 11-15 чворова, а са 150-700 тона горива располажу акционим радијусом од 20-120 дана. Новији кочари (до 2500 т) носивости имају крмену влаку (косину) по којој се мрежа извалачи на високу горњу палубу. Одатле се кроз гротла риба истреса у бунаре на доњој палуби, гдје се чисти, смрзава, конзервира или прерађује. Посада броји 50 морнара и рибара те 60 фабричких радника за прераду рибе. Складишта за дубоко замрзавање запремају до 1400 m кубних.

### Стајачичар
Стајачичар енгл. drifter, рибарски брод који лови мрежом стајачицом. Некада је то био најважнији начин риболова. Мрежа је дуга око 4000 m и спушта се преко бока док брод полагано вози крмом. Стога, ради бољег крмиларења, неки бродови имају прамачно крмило. Пошто је мрежа положена, брод остаје преко ноћи привезан за њу и препушта струјама да га заносе енгл. drifter заношење. Ујутро се мрежа извлачи а уловљена и смјештена риба усољава. Ови бродови су мањи али зато бржи, па више пута одлазе у риболов и тако надокнађују своју малу носивост. Дуги су око 27 m, имају мотор од 240 КС и крећу се брзинама од 12 до 14 чворова на сат. У новије вријеме се граде још мањи стајачичари дужине од 18-20 m са моторима од око 120 КС.

### Потезачар
Позезачар енгл. seine fishing boat, рибарски брод који рибари мрежом потезачом, која личи на кочу само што има дужа крила, нема ширилица, мања је и лакша. У овом риболову мрежа се положи у полукруг, затим се брод усидри а мрежа повлачи ка броду. Предност овог риболова је да се риба приликом риболова негњечи као код кочарења. Ови рибарски бродови дуги су 14-20 m, имају погонски мотор од 75 до 100 КС и уздужно мотовило за увлачење мрежних ужади. Да би се риба лакше вадила из мреже, ободница није виша од 70 cm.

### Пливаричар
Пливаричар енгл. purse seine boat, рибари мрежом која плови по површини. Њоме се риба опколи а у горњем дијелу стегне- затвори. Стројарница, крмиларница и кабине су на прамцу, док је на крми широка радна палуба, а испод ње складишта за рибу. На крају крме смјештена је окретљива платформа и дуги ваљак преко којега се спушта и диже мрежа, или велики бубањ који се окреће механичким погоном и тако намотава мрежу. Ако брод рибу довози свакодневно у луку похрањује је у туцани лед, а ако дуже остаје на мору, спрема је у посебне ледене коморе- хладњаче. Просјечна дужина ових пловила је 10 до 25 m, мотор је од 60 до 250 КС а креће се брзинама од 8 до 13 чворова. За океански тунолов бродови су знатно и већи и снажнији.

### Китоловац
Китоловац енгл. whaling ship, пловило којим се лови водени сисар кит.

### Остали рибарски бродови и чамци
Остали рибарски бродови и чамци су они неформални рибарски бродови који често и немају искључиву функцију за риболов. То су сва остала пловила на којима се лови удицама , парангалима , харпунима и другим рибарским алатима.

## Рибарски бродови
- Савремени рибарски брод